# Campeonato Brasileño de Fútbol Serie A 2025
El Campeonato Brasileño de Serie A 2025 (también conocido como Brasileirão Betano 2025 por razones de patrocinio) es la 70.ª edición de la máxima competición profesional de fútbol en Brasil y la 22.ª edición en Sistema de todos contra todos desde su creación en 2003. El torneo comenzó el 29 de marzo de 2025 y finalizara el 21 de diciembre de 2025.
La competición tiene el mismo reglamento que en años anteriores, cuando se implementó el sistema de puntos. Habrá un receso por la Copa Mundial de Clubes de la FIFA 2025, que comenzara el 14 de junio y finalizará el 13 de julio en Estados Unidos.
Esta edición contará con el debut del Mirassol en la élite del fútbol brasileño, siendo el quinto equipo en debutar en primera división desde el inicio de la era del sumar puntos en 2003. Además, con el descenso del Athletico Paranaense en la edición de 2024, será la primera vez desde 1990 que el Campeonato Brasileño de Serie A no tendrá ningún equipo que represente a Paraná.
Un total de 20 equipos participan en la competición, incluyendo 16 equipos de la temporada anterior y 4 provenientes del Brasileirão Betnacional 2024.
El Botafogo es el campeón defensor.

## Sistema de competición
La competición consta de un grupo único integrado por veinte clubes de toda la geografía brasileña. Siguiendo un sistema de liga, los veinte equipos se enfrentan todos contra todos en dos ocasiones, una en campo propio y otra en campo contrario, sumando un total de 38 jornadas. El orden de los encuentros se decide por sorteo antes de empezar la competición y la clasificación final se establece teniendo en cuenta los puntos obtenidos en cada enfrentamiento, a razón de tres por partido ganado, uno por empate y ninguno en caso de derrota.

### Clasificación para competiciones sudamericanas
Los seis mejores equipos y el campeón de la Copa Betano do Brasil 2025, se clasificarán automáticamente para la Copa Libertadores 2026. Los siguientes seis mejores equipos ubicados y no clasificados a la Copa Libertadores 2026, se clasificarán automáticamente a la Copa Sudamericana 2026 y los últimos cuatro equipos de la tabla, descenderán a la Brasileirão Betnacional 2026.
No obstante, esta distribución se puede ver alterada, si alguno de los equipos que han obtenido una plaza, en alguna competición sudamericana a través de las competiciones nacionales, hubiera obtenido una plaza diferente, tras la consecución de algún título sudamericano en la misma temporada, o hubiera obtenido dos plazas distintas en competiciones nacionales (una a través de la Liga y otra a través de la Copa), provocando así las siguientes dos excepciones:
- Excepción de la Copa de Brasil: Si un equipo obtiene una plaza para la Copa Libertadores por ganar la Copa Betano do Brasil, pero finaliza la temporada entre los seis primeros clasificados del Brasileirão Betano, la plaza obtenida en la Copa pasará al séptimo clasificado, siendo el equipo clasificado en décimo tercer lugar, quien acceda a la plaza de la Copa Sudamericana.

## Relevos
Veinte equipos compiten en la liga: los 16 mejores equipos de la Brasileirão Betano 2024 y los 4 equipos promovidos del Brasileirão Betnacional 2024.
Santos se convirtió en el primer club en ascender el 11 de noviembre de 2024 después de una victoria por 2–0 sobre Coritiba. Mirassol, Sport Recife y Ceará lograron el ascenso en la última ronda, el 24 de noviembre.
| Pos. | Descendidos a Brasileirão Betnacional |
| ---- | ------------------------------------- |
| 17.º | Athletico Paranaense                  |
| 18.º | Criciúma                              |
| 19.º | Atlético Goianiense                   |
| 20.º | Cuiabá                                |

| Pos. | Ascendidos de Brasileirão Betnacional |
| ---- | ------------------------------------- |
| 1.º  | Santos                                |
| 2.º  | Mirassol                              |
| 3.º  | Sport Recife                          |
| 4.º  | Ceará                                 |

## Información
| Equipo           | Ciudad            | Entrenador       | Capitán         | Estadio                   | Capacidad    | Proveedor   | Patrocinador      |
| ---------------- | ----------------- | ---------------- | --------------- | ------------------------- | ------------ | ----------- | ----------------- |
| Atlético Mineiro | Belo Horizonte    | Cuca             | Hulk            | Arena MRV                 | 46 000       | Adidas      | Betano            |
| Bahia            | Salvador          | Rogério Ceni     | Éverton Ribeiro | Itaipava Arena Fonte Nova | 50 025       | Puma        | Esportes da Sorte |
| Botafogo         | Río de Janeiro    | Davide Ancelotti | Marlon Freitas  | Olímpico Nilton Santos    | 46 831       | Reebok      | Parimatch         |
| Bragantino       | Bragança Paulista | Fernando Seabra  | Cleiton         | Nabizão Cicero Marques    | 17 724 0 000 | Puma        | Red Bull          |
| Ceará            | Fortaleza         | Léo Condé        | Luiz Otávio     | Castelão                  | 63 903       | Vozão       | Esportes da Sorte |
| Corinthians      | São Paulo         | Dorival Júnior   | Fagner          | Neo Química Arena         | 49 205       | Nike        | Esportes da Sorte |
| Cruzeiro         | Belo Horizonte    | Leonardo Jardim  | Lucas Romero    | Mineirão                  | 62 160       | Adidas      | Betfair           |
| Flamengo         | Río de Janeiro    | Filipe Luís      | Gerson          | Maracaná                  | 78 838       | Adidas      | PixBet            |
| Fluminense       | Río de Janeiro    | Renato Gaúcho    | Thiago Silva    | Maracaná                  | 78 838       | Umbro       | Superbet          |
| Fortaleza        | Fortaleza         | Renato Paiva     | Tinga           | Castelão                  | 63 903       | Volt Sport  | Novibet           |
| Grêmio           | Porto Alegre      | Mano Menezes     | Pedro Geromel   | Arena do Grêmio           | 55 662       | Umbro       | Banrisul          |
| Internacional    | Porto Alegre      | Roger Machado    | Alan Patrick    | Beira-Rio                 | 50 128       | Adidas      | Banrisul          |
| Juventude        | Caxias do Sul     | Cláudio Tencati  | Nenê            | Alfredo Jaconi            | 19 924       | 19treze     | Stake             |
| Mirassol         | Mirassol          | Rafael Guanaes   | Gabriel         | Campos Maia               | 15 000       | Athleta     | Guaraná Poty      |
| Palmeiras        | São Paulo         | Abel Ferreira    | Gustavo Gómez   | Allianz Parque            | 43 713       | Puma        | Crefisa           |
| Santos           | Santos            | Cléber Xavier    | Tomás Rincón    | Vila Belmiro              | 16 068       | Umbro       | Blaze             |
| São Paulo        | São Paulo         | Hernán Crespo    | Rafinha         | MorumBIS                  | 72 039       | New Balance | Superbet          |
| Sport Recife     | Recife            | Daniel Paulista  | Rafael Thyere   | Ilha                      | 32 983       | Umbro       | Betvip            |
| Vasco da Gama    | Río de Janeiro    | Fernando Diniz   | Pablo Vegetti   | São Januário              | 24 584       | Kappa       | Betfair           |
| Vitória          | Salvador          | Thiago Carpini   | Wagner Leonardo | Barradão                  | 34 535       | Volt Sport  | Betsat            |

### Cambios de entrenadores
| Equipo           | Entrenador (Jornadas)   | Fecha de vacante        | Tipo de salida           | Posición en la tabla | Entrenador entrante | Fecha de nombramiento   |
| ---------------- | ----------------------- | ----------------------- | ------------------------ | -------------------- | ------------------- | ----------------------- |
| Mirassol         | Mozart                  | 26 de noviembre de 2024 | Fin de contrato          | Pretemporada         | Eduardo Barroca     | 17 de diciembre de 2024 |
| Grêmio           | Renato Gaúcho           | 9 de diciembre de 2024  | Fin de contrato          | Pretemporada         | Gustavo Quinteros   | 28 de diciembre de 2024 |
| Botafogo         | Artur Jorge             | 5 de enero de 2025      | Contratado por Al-Rayyan | Pretemporada         | Carlos Leiria       | 27 de enero de 2025     |
| Vasco da Gama    | Felipe Loureiro         |                         | Fin de interinidad       | Pretemporada         | Fábio Carille       | 20 de diciembre de 2024 |
| Santos           | Leandro Zago            |                         | Fin de interinidad       | Pretemporada         | Pedro Caixinha      | 23 de diciembre de 2024 |
| Atlético Mineiro | Lucas Gonçalves         |                         | Fin de interinidad       | Pretemporada         | Cuca                | 29 de diciembre de 2024 |
| Cruzeiro         | Fernando Diniz          | 27 de enero de 2025     | Despedido                | Campeonato estatal   | Wesley Carvalho     |                         |
| Cruzeiro         | Wesley Carvalho         |                         | Fin de interinidad       | Campeonato estatal   | Leonardo Jardim     | 4 de febrero de 2025    |
| Botafogo         | Carlos Leiria           | 13 de febrero de 2025   | Fin de interinidad       | Campeonato estatal   | Caçapa              | 13 de febrero de 2025   |
| Mirassol         | Eduardo Barroca         | 21 de febrero de 2025   | Mutuo acuerdo            | Campeonato estatal   | Ivan Baitello       |                         |
| Botafogo         | Caçapa                  |                         | Fin de interinidad       | Campeonato estatal   | Renato Paiva        | 27 de febrero de 2025   |
| Mirassol         | Ivan Baitello           |                         | Fin de interinidad       | Campeonato estatal   | Rafael Guanaes      | 15 de marzo de 2025     |
| Fluminense       | Mano Menezes (1)        | 31 de marzo de 2025     | Despedido                | 19.º                 | Marcão de Oliveira  | 31 de marzo de 2025     |
| Fluminense       | Marcão de Oliveira      |                         | Fin de interinidad       | 19.º                 | Renato Gaúcho       | 3 de abril de 2025      |
| Santos           | Pedro Caixinha (1–3)    | 14 de abril de 2025     | Despedido                | 18.º                 | César Sampaio       |                         |
| Grêmio           | Gustavo Quinteros (1–4) | 17 de abril de 2025     | Despedido                | 17.º                 | James Freitas       |                         |
| Corinthians      | Ramón Díaz (1–4)        | 17 de abril de 2025     | Despedido                | 14.º                 | Orlando Ribeiro     |                         |
| Grêmio           | James Freitas (5)       |                         | Fin de interinidad       | 19.º                 | Mano Menezes        | 22 de abril de 2025     |
| Vasco da Gama    | Fábio Carille (1–6)     | 28 de abril de 2025     | Despedido                | 11.º                 | Felipe Loureiro     |                         |
| Corinthians      | Orlando Ribeiro (5–6)   |                         | Fin de interinidad       | 12.º                 | Dorival Júnior      | 28 de abril de 2025     |
| Santos           | César Sampaio (4–6)     |                         | Fin de interinidad       | 19.º                 | Cléber Xavier       | 30 de abril de 2025     |
| Sport Recife     | Pepa (1–7)              |                         | Despedido                | 20.º                 | António Oliveira    | 9 de mayo de 2025       |
| Vasco da Gama    | Felipe Loureiro (7–8)   |                         | Fin de interinidad       | 17.º                 | Fernando Diniz      | 10 de mayo de 2025      |
| Juventude        | Fábio Matias (1–8)      |                         | Mutuo acuerdo            | 18.º                 | Cláudio Tencati     | 13 de mayo de 2025      |

## Localización
| Región             | N.º | Equipos                                                          |
| ------------------ | --- | ---------------------------------------------------------------- |
| São Paulo          | 6   | Bragantino, Corinthians, Mirassol, Palmeiras, Santos y São Paulo |
| Río de Janeiro     | 4   | Botafogo, Flamengo, Fluminense y Vasco da Gama                   |
| Río Grande del Sur | 3   | Grêmio, Internacional y Juventude                                |
| Bahía              | 2   | Bahia y Vitória                                                  |
| Ceará              | 2   | Ceará y Fortaleza                                                |
| Minas Gerais       | 2   | Atlético Mineiro y Cruzeiro                                      |
| Pernambuco         | 1   | Sport Recife                                                     |

## Clasificación

### Tabla de posiciones
| Pos. | Equipo           | Pts. | PJ | G  | E | P  | GF | GC | Dif. | Clasificación                          |
| ---- | ---------------- | ---- | -- | -- | - | -- | -- | -- | ---- | -------------------------------------- |
| 1    | Flamengo         | 40   | 18 | 12 | 4 | 2  | 33 | 8  | +25  | Fase de grupos de la Copa Libertadores |
| 2    | Cruzeiro         | 37   | 19 | 11 | 4 | 4  | 31 | 13 | +18  | Fase de grupos de la Copa Libertadores |
| 3    | Palmeiras        | 36   | 17 | 11 | 3 | 3  | 23 | 15 | +8   | Fase de grupos de la Copa Libertadores |
| 4    | Bahia            | 30   | 17 | 8  | 6 | 3  | 23 | 16 | +7   | Fase de grupos de la Copa Libertadores |
| 5    | Botafogo         | 29   | 17 | 8  | 5 | 4  | 23 | 10 | +13  | Fase 2 de la Copa Libertadores         |
| 6    | Mirassol         | 28   | 17 | 7  | 7 | 3  | 28 | 18 | +10  | Fase 2 de la Copa Libertadores         |
| 7    | São Paulo        | 28   | 19 | 7  | 7 | 5  | 22 | 20 | +2   | Fase de grupos de la Copa Sudamericana |
| 8    | Bragantino       | 27   | 19 | 8  | 3 | 8  | 22 | 25 | −3   | Fase de grupos de la Copa Sudamericana |
| 9    | Fluminense       | 24   | 17 | 7  | 3 | 7  | 21 | 23 | −2   | Fase de grupos de la Copa Sudamericana |
| 10   | Atlético Mineiro | 24   | 17 | 6  | 6 | 5  | 19 | 18 | +1   | Fase de grupos de la Copa Sudamericana |
| 11   | Internacional    | 24   | 18 | 6  | 6 | 6  | 21 | 23 | −2   | Fase de grupos de la Copa Sudamericana |
| 12   | Ceará            | 22   | 18 | 6  | 4 | 8  | 18 | 19 | −1   | Fase de grupos de la Copa Sudamericana |
| 13   | Corinthians      | 22   | 19 | 5  | 7 | 7  | 18 | 23 | −5   |                                        |
| 14   | Santos           | 21   | 18 | 6  | 3 | 9  | 20 | 23 | −3   |                                        |
| 15   | Grêmio           | 20   | 18 | 5  | 5 | 8  | 16 | 24 | −8   |                                        |
| 16   | Vitória          | 18   | 19 | 3  | 9 | 7  | 16 | 22 | −6   |                                        |
| 17   | Vasco da Gama    | 16   | 17 | 4  | 4 | 9  | 19 | 24 | −5   | Descenso a la Serie B                  |
| 18   | Fortaleza        | 15   | 18 | 3  | 6 | 9  | 18 | 29 | −11  | Descenso a la Serie B                  |
| 19   | Juventude        | 14   | 17 | 4  | 2 | 11 | 13 | 36 | −23  | Descenso a la Serie B                  |
| 20   | Sport Recife     | 9    | 17 | 1  | 6 | 10 | 10 | 25 | −15  | Descenso a la Serie B                  |

Actualizado a los partidos jugados el 11 de agosto de 2025.
 Fuente: CBF
Criterios de clasificación: Puntos · Victorias · Diferencia de goles · Goles a favor · Puntos en enfrentamientos directos · Fair Play (Menos Tarjetas Rojas) · Fair Play (Menos Tarjetas Amarillas) · Sorteo

### Evolución de la clasificación
| Equipo           | 01 | 02 | 03 | 04 | 05 | 06 | 07 | 08 | 09 | 10  | 11 | 12  | 13   | 14   | 15   | 16   | 17   | 18   | 19   | 20   | 21 | 22 | 23 | 24 | 25 | 26 | 27 | 28 | 29 | 30 | 31 | 32 | 33 | 34 | 35 | 36 | 37 | 38 |
| Equipo           |    |    |    |    |    |    |    |    |    |     |    |     |      |      |      |      |      |      |      |      |    |    |    |    |    |    |    |    |    |    |    |    |    |    |    |    |    |    |
| ---------------- | -- | -- | -- | -- | -- | -- | -- | -- | -- | --- | -- | --- | ---- | ---- | ---- | ---- | ---- | ---- | ---- | ---- | -- | -- | -- | -- | -- | -- | -- | -- | -- | -- | -- | -- | -- | -- | -- | -- | -- | -- |
| Flamengo         | 9  | 6  | 1  | 1  | 2  | 1  | 3  | 2  | 2  | 2   | 1  | 1*  | 1*   | 2*   | 2*   | 2*   | 1*   | 1*   | 1*   |      |    |    |    |    |    |    |    |    |    |    |    |    |    |    |    |    |    |    |
| Cruzeiro         | 4  | 12 | 12 | 5  | 7  | 4  | 4  | 4  | 3  | 3   | 2  | 2   | 2    | 1    | 1    | 1    | 2    | 2    | 2    |      |    |    |    |    |    |    |    |    |    |    |    |    |    |    |    |    |    |    |
| Palmeiras        | 15 | 7  | 2  | 2  | 1  | 2  | 1  | 1  | 1  | 1   | 4  | 4*  | 5**  | 5**  | 4**  | 3**  | 3**  | 3**  | 3**  |      |    |    |    |    |    |    |    |    |    |    |    |    |    |    |    |    |    |    |
| Bahia            | 11 | 13 | 14 | 18 | 13 | 7  | 6  | 8  | 6  | 7   | 7  | 5   | 4    | 4*   | 6*   | 6**  | 4**  | 4**  | 4**  |      |    |    |    |    |    |    |    |    |    |    |    |    |    |    |    |    |    |    |
| Botafogo         | 14 | 5  | 10 | 11 | 15 | 8  | 12 | 9  | 10 | 11* | 6  | 8*  | 6*   | 6*   | 5*   | 5**  | 6**  | 7**  | 5**  |      |    |    |    |    |    |    |    |    |    |    |    |    |    |    |    |    |    |    |
| Mirassol         | 18 | 17 | 16 | 9  | 11 | 14 | 16 | 12 | 12 | 9   | 8  | 9*  | 10** | 11** | 7**  | 7**  | 7**  | 5**  | 6**  |      |    |    |    |    |    |    |    |    |    |    |    |    |    |    |    |    |    |    |
| São Paulo        | 12 | 14 | 15 | 16 | 10 | 10 | 11 | 16 | 11 | 13  | 13 | 14  | 15   | 16   | 14   | 12   | 8    | 8    | 7    |      |    |    |    |    |    |    |    |    |    |    |    |    |    |    |    |    |    |    |
| Bragantino       | 6  | 15 | 11 | 6  | 4  | 3  | 2  | 3  | 4  | 4   | 3  | 3   | 3    | 3    | 3    | 4    | 5    | 6    | 8    |      |    |    |    |    |    |    |    |    |    |    |    |    |    |    |    |    |    |    |
| Fluminense       | 19 | 9  | 5  | 3  | 3  | 5  | 5  | 5  | 7  | 5   | 5  | 6*  | 7**  | 7**  | 8**  | 8**  | 12** | 9**  | 9**  |      |    |    |    |    |    |    |    |    |    |    |    |    |    |    |    |    |    |    |
| Atlético Mineiro | 16 | 19 | 17 | 19 | 17 | 17 | 10 | 7  | 9  | 10  | 9  | 7   | 8    | 8*   | 9*   | 9**  | 13** | 10** | 10** |      |    |    |    |    |    |    |    |    |    |    |    |    |    |    |    |    |    |    |
| Internacional    | 10 | 2  | 6  | 10 | 12 | 6  | 9  | 13 | 15 | 14  | 14 | 17  | 13   | 14*  | 12*  | 10*  | 10*  | 13*  | 11*  |      |    |    |    |    |    |    |    |    |    |    |    |    |    |    |    |    |    |    |
| Ceará            | 7  | 3  | 8  | 4  | 5  | 9  | 7  | 6  | 5  | 6*  | 10 | 12* | 9*   | 10*  | 11*  | 13*  | 9*   | 11*  | 12*  |      |    |    |    |    |    |    |    |    |    |    |    |    |    |    |    |    |    |    |
| Corinthians      | 8  | 1  | 9  | 14 | 6  | 12 | 8  | 10 | 8  | 8   | 11 | 10  | 11   | 9    | 10   | 11   | 11   | 12   | 13   |      |    |    |    |    |    |    |    |    |    |    |    |    |    |    |    |    |    |    |
| Santos           | 17 | 16 | 18 | 13 | 18 | 19 | 19 | 19 | 19 | 18  | 18 | 15  | 16*  | 13*  | 17*  | 17*  | 17*  | 15*  | 14*  |      |    |    |    |    |    |    |    |    |    |    |    |    |    |    |    |    |    |    |
| Grêmio           | 5  | 10 | 13 | 17 | 19 | 18 | 13 | 15 | 17 | 12  | 12 | 11  | 12   | 12*  | 13*  | 14** | 14*  | 14*  | 15*  |      |    |    |    |    |    |    |    |    |    |    |    |    |    |    |    |    |    |    |
| Vitória          | 20 | 20 | 19 | 15 | 16 | 16 | 18 | 14 | 16 | 17  | 16 | 16  | 18   | 17   | 15   | 15   | 15   | 16   | 16   |      |    |    |    |    |    |    |    |    |    |    |    |    |    |    |    |    |    |    |
| Vasco da Gama    | 3  | 11 | 4  | 7  | 8  | 11 | 14 | 17 | 13 | 15  | 15 | 13  | 14   | 15*  | 16*  | 16** | 16** | 17** | 17** |      |    |    |    |    |    |    |    |    |    |    |    |    |    |    |    |    |    |    |
| Fortaleza        | 1  | 4  | 7  | 12 | 14 | 15 | 17 | 11 | 14 | 16  | 17 | 18  | 19   | 19*  | 19*  | 19** | 18*  | 18*  | 18*  |      |    |    |    |    |    |    |    |    |    |    |    |    |    |    |    |    |    |    |
| Juventude        | 2  | 8  | 3  | 8  | 9  | 13 | 15 | 18 | 18 | 19  | 19 | 19* | 17*  | 18** | 18** | 18** | 19** | 19** | 19** |      |    |    |    |    |    |    |    |    |    |    |    |    |    |    |    |    |    |    |
| Sport Recife     | 13 | 18 | 20 | 20 | 20 | 20 | 20 | 20 | 20 | 20  | 20 | 20* | 20*  | 20** | 20** | 20** | 20** | 20** | 20** | 20** |    |    |    |    |    |    |    |    |    |    |    |    |    |    |    |    |    |    |

(*) Indica la posición del equipo con un partido pendiente
(**) Indica la posición del equipo con dos partidos pendientes

## Resultados

### Primera vuelta
| Jornada 1     | Jornada 1 | Jornada 1        | Jornada 1                 | Jornada 1   | Jornada 1 | Jornada 1    |
| Local         | Resultado | Visitante        | Estadio                   | Fecha       | Hora      | Espectadores |
| ------------- | --------- | ---------------- | ------------------------- | ----------- | --------- | ------------ |
| Cruzeiro      | 2 – 1     | Mirassol         | Mineirão                  | 29 de marzo | 18:30     | 40 837       |
| Fortaleza     | 2 – 0     | Fluminense       | Castelão                  | 29 de marzo | 18:30     | 18 945       |
| Grêmio        | 2 – 1     | Atlético Mineiro | Arena do Grêmio           | 29 de marzo | 18:30     | 20 111       |
| Juventude     | 2 – 0     | Vitória          | Alfredo Jaconi            | 29 de marzo | 18:30     | 6 547        |
| São Paulo     | 0 – 0     | Sport Recife     | MorumBIS                  | 29 de marzo | 18:30     | 37 856       |
| Flamengo      | 1 – 1     | Internacional    | Maracaná                  | 29 de marzo | 21:00     | 45 528       |
| Palmeiras     | 0 – 0     | Botafogo         | Allianz Parque            | 30 de marzo | 16:00     | 30 347       |
| Vasco da Gama | 2 – 1     | Santos           | São Januário              | 30 de marzo | 18:30     | 19 550       |
| Bahia         | 1 – 1     | Corinthians      | Itaipava Arena Fonte Nova | 30 de marzo | 20:00     | 41 898       |
| Bragantino    | 2 – 2     | Ceará            | Nabizão                   | 31 de marzo | 20:00     | 2 516        |

| Jornada 2        | Jornada 2 | Jornada 2     | Jornada 2              | Jornada 2  | Jornada 2 | Jornada 2    |
| Local            | Resultado | Visitante     | Estadio                | Fecha      | Hora      | Espectadores |
| ---------------- | --------- | ------------- | ---------------------- | ---------- | --------- | ------------ |
| Ceará            | 2 – 0     | Grêmio        | Castelão               | 5 de abril | 18:30     | 26 707       |
| Corinthians      | 3 – 0     | Vasco da Gama | Neo Química Arena      | 5 de abril | 18:30     | 42 969       |
| Botafogo         | 2 – 0     | Juventude     | Olímpico Nilton Santos | 5 de abril | 21:00     | 10 030       |
| Atlético Mineiro | 0 – 0     | São Paulo     | Arena MRV              | 6 de abril | 16:00     | 28 415       |
| Fluminense       | 2 – 1     | Bragantino    | Maracaná               | 6 de abril | 16:00     | 19 729       |
| Internacional    | 3 – 0     | Cruzeiro      | Beira-Rio              | 6 de abril | 18:30     | 31 321       |
| Mirassol         | 1 – 1     | Fortaleza     | Campos Maia            | 6 de abril | 18:30     | 4 354        |
| Sport Recife     | 1 – 2     | Palmeiras     | Ilha                   | 6 de abril | 18:30     | 26 324       |
| Vitória          | 1 – 2     | Flamengo      | Barradão               | 6 de abril | 18:30     | 26 707       |
| Santos           | 2 – 2     | Bahia         | Vila Belmiro           | 6 de abril | 20:30     | 8 796        |

| Jornada 3        | Jornada 3 | Jornada 3     | Jornada 3                 | Jornada 3   | Jornada 3 | Jornada 3    |
| Local            | Resultado | Visitante     | Estadio                   | Fecha       | Hora      | Espectadores |
| ---------------- | --------- | ------------- | ------------------------- | ----------- | --------- | ------------ |
| Bragantino       | 1 – 0     | Botafogo      | Nabizão                   | 12 de abril | 16:00     | 5 233        |
| Juventude        | 2 – 1     | Ceará         | Alfredo Jaconi            | 12 de abril | 16:00     | 6 821        |
| Palmeiras        | 2 – 0     | Corinthians   | Arena Barueri             | 12 de abril | 18:30     | 19 297       |
| Vasco da Gama    | 3 – 1     | Sport Recife  | São Januário              | 12 de abril | 21:00     | 15 309       |
| Bahia            | 1 – 1     | Mirassol      | Itaipava Arena Fonte Nova | 13 de abril | 16:00     | 39 873       |
| Grêmio           | 0 – 2     | Flamengo      | Arena do Grêmio           | 13 de abril | 17:30     | 23 367       |
| São Paulo        | 1 – 1     | Cruzeiro      | MorumBIS                  | 13 de abril | 17:30     | 37 566       |
| Fluminense       | 1 – 0     | Santos        | Maracaná                  | 13 de abril | 19:30     | 46 172       |
| Fortaleza        | 0 – 0     | Internacional | Castelão                  | 13 de abril | 20:00     | 16 587       |
| Atlético Mineiro | 2 – 2     | Vitória       | Arena MRV                 | 13 de abril | 20:30     | 23 234       |

| Jornada 4     | Jornada 4 | Jornada 4        | Jornada 4              | Jornada 4   | Jornada 4 | Jornada 4    |
| Local         | Resultado | Visitante        | Estadio                | Fecha       | Hora      | Espectadores |
| ------------- | --------- | ---------------- | ---------------------- | ----------- | --------- | ------------ |
| Ceará         | 2 – 1     | Vasco da Gama    | Castelão               | 15 de abril | 21:30     | 22 693       |
| Botafogo      | 2 – 2     | São Paulo        | Olímpico Nilton Santos | 16 de abril | 18:30     | 12 014       |
| Mirassol      | 4 – 1     | Grêmio           | Campos Maia            | 16 de abril | 19:00     | 4 147        |
| Sport Recife  | 0 – 1     | Bragantino       | Ilha                   | 16 de abril | 19:00     | 12 621       |
| Corinthians   | 0 – 2     | Fluminense       | Neo Química Arena      | 16 de abril | 19:30     | 41 138       |
| Internacional | 0 – 1     | Palmeiras        | Beira-Rio              | 16 de abril | 19:30     | 30 665       |
| Flamengo      | 6 – 0     | Juventude        | Maracaná               | 16 de abril | 21:30     | 31 445       |
| Santos        | 2 – 0     | Atlético Mineiro | Vila Belmiro           | 16 de abril | 21:30     | 10 360       |
| Vitória       | 2 – 1     | Fortaleza        | Barradão               | 16 de abril | 21:30     | 15 052       |
| Cruzeiro      | 3 – 0     | Bahia            | Mineirão               | 17 de abril | 21:30     | 26 557       |

| Jornada 5        | Jornada 5 | Jornada 5     | Jornada 5                 | Jornada 5   | Jornada 5 | Jornada 5    |
| Local            | Resultado | Visitante     | Estadio                   | Fecha       | Hora      | Espectadores |
| ---------------- | --------- | ------------- | ------------------------- | ----------- | --------- | ------------ |
| Corinthians      | 2 – 1     | Sport Recife  | Neo Química Arena         | 19 de abril | 16:00     | 44 996       |
| Vasco da Gama    | 0 – 0     | Flamengo      | São Januário              | 19 de abril | 18:30     | 37 007       |
| Grêmio           | 1 – 1     | Internacional | Arena do Grêmio           | 19 de abril | 21:00     | 26 899       |
| Juventude        | 2 – 2     | Mirassol      | Alfredo Jaconi            | 20 de abril | 11:00     | 5 219        |
| Atlético Mineiro | 1 – 0     | Botafogo      | Arena MRV                 | 20 de abril | 16:00     | 24 528       |
| São Paulo        | 2 – 1     | Santos        | MorumBIS                  | 20 de abril | 16:00     | 52 436       |
| Fluminense       | 1 – 1     | Vitória       | Maracaná                  | 20 de abril | 18:30     | 26 873       |
| Fortaleza        | 1 – 2     | Palmeiras     | Castelão                  | 20 de abril | 18:30     | 23 439       |
| Bragantino       | 1 – 0     | Cruzeiro      | Nabizão                   | 20 de abril | 20:30     | 6 916        |
| Bahia            | 1 – 0     | Ceará         | Itaipava Arena Fonte Nova | 21 de abril | 20:00     | 28 047       |

| Jornada 6     | Jornada 6 | Jornada 6        | Jornada 6              | Jornada 6   | Jornada 6 | Jornada 6    |
| Local         | Resultado | Visitante        | Estadio                | Fecha       | Hora      | Espectadores |
| ------------- | --------- | ---------------- | ---------------------- | ----------- | --------- | ------------ |
| Internacional | 3 – 1     | Juventude        | Beira-Rio              | 26 de abril | 16:00     | 31 504       |
| Ceará         | 1 – 1     | São Paulo        | Castelão               | 26 de abril | 18:30     | 46 805       |
| Mirassol      | 2 – 2     | Atlético Mineiro | Campos Maia            | 26 de abril | 18:30     | 4 966        |
| Sport Recife  | 0 – 0     | Fortaleza        | Ilha                   | 26 de abril | 20:00     | 13 515       |
| Botafogo      | 2 – 0     | Fluminense       | Olímpico Nilton Santos | 26 de abril | 21:00     | 11 639       |
| Flamengo      | 4 – 0     | Corinthians      | Maracaná               | 27 de abril | 16:00     | 67 501       |
| Cruzeiro      | 1 – 0     | Vasco da Gama    | Mineirão               | 27 de abril | 18:30     | 15 398       |
| Palmeiras     | 0 – 1     | Bahia            | Allianz Parque         | 27 de abril | 18:30     | 29 033       |
| Vitória       | 1 – 1     | Grêmio           | Barradão               | 27 de abril | 18:30     | 18 374       |
| Santos        | 1 – 2     | Bragantino       | Vila Belmiro           | 27 de abril | 20:30     | 7 679        |

| Jornada 7     | Jornada 7 | Jornada 7        | Jornada 7                 | Jornada 7 | Jornada 7 | Jornada 7    |
| Local         | Resultado | Visitante        | Estadio                   | Fecha     | Hora      | Espectadores |
| ------------- | --------- | ---------------- | ------------------------- | --------- | --------- | ------------ |
| São Paulo     | 0 – 0     | Fortaleza        | MorumBIS                  | 2 de mayo | 21:30     | 39 502       |
| Ceará         | 1 – 0     | Vitória          | Castelão                  | 3 de mayo | 18:30     | 14 918       |
| Corinthians   | 4 – 2     | Internacional    | Neo Química Arena         | 3 de mayo | 18:30     | 44 569       |
| Fluminense    | 2 – 1     | Sport Recife     | Maracaná                  | 3 de mayo | 18:30     | 16 988       |
| Bahia         | 1 – 0     | Botafogo         | Itaipava Arena Fonte Nova | 3 de mayo | 21:00     | 37 094       |
| Grêmio        | 1 – 0     | Santos           | Arena do Grêmio           | 4 de mayo | 16:00     | 26 826       |
| Vasco da Gama | 0 – 1     | Palmeiras        | Nacional de Brasília      | 4 de mayo | 16:00     | 30 318       |
| Cruzeiro      | 2 – 1     | Flamengo         | Mineirão                  | 4 de mayo | 18:30     | 52 792       |
| Bragantino    | 1 – 0     | Mirassol         | Cicero de Souza Marques   | 5 de mayo | 19:00     | 6 892        |
| Juventude     | 0 – 1     | Atlético Mineiro | Alfredo Jaconi            | 5 de mayo | 20:00     | 7 486        |

| Jornada 8        | Jornada 8 | Jornada 8     | Jornada 8              | Jornada 8  | Jornada 8 | Jornada 8    |
| Local            | Resultado | Visitante     | Estadio                | Fecha      | Hora      | Espectadores |
| ---------------- | --------- | ------------- | ---------------------- | ---------- | --------- | ------------ |
| Fortaleza        | 5 – 0     | Juventude     | Castelão               | 10 de mayo | 16:00     | 12 802       |
| Grêmio           | 1 – 1     | Bragantino    | Arena do Grêmio        | 10 de mayo | 18:30     | 15 156       |
| Mirassol         | 2 – 1     | Corinthians   | Campos Maia            | 10 de mayo | 18:30     | 11 584       |
| Vitória          | 2 – 1     | Vasco da Gama | Barradão               | 10 de mayo | 18:30     | 15 562       |
| Flamengo         | 1 – 0     | Bahia         | Maracaná               | 10 de mayo | 21:00     | 62 204       |
| Sport Recife     | 0 – 4     | Cruzeiro      | Ilha                   | 11 de mayo | 16:00     | 16 006       |
| Atlético Mineiro | 3 – 2     | Fluminense    | Arena MRV              | 11 de mayo | 17:30     | 25 018       |
| Palmeiras        | 1 – 0     | São Paulo     | Allianz Parque         | 11 de mayo | 17:30     | 29 709       |
| Botafogo         | 4 – 0     | Internacional | Olímpico Nilton Santos | 11 de mayo | 20:00     | 7 800        |
| Santos           | 0 – 0     | Ceará         | Vila Belmiro           | 12 de mayo | 20:00     | 35 240       |

| Jornada 9     | Jornada 9 | Jornada 9        | Jornada 9                 | Jornada 9  | Jornada 9 | Jornada 9    |
| Local         | Resultado | Visitante        | Estadio                   | Fecha      | Hora      | Espectadores |
| ------------- | --------- | ---------------- | ------------------------- | ---------- | --------- | ------------ |
| Ceará         | 2 – 0     | Sport Recife     | Castelão                  | 17 de mayo | 16:00     | 32 045       |
| Vasco da Gama | 3 – 0     | Fortaleza        | São Januário              | 17 de mayo | 18:30     | 12 451       |
| São Paulo     | 2 – 1     | Grêmio           | MorumBIS                  | 17 de mayo | 21:00     | 34 579       |
| Bahia         | 2 – 1     | Vitória          | Itaipava Arena Fonte Nova | 18 de mayo | 16:00     | 47 273       |
| Corinthians   | 1 – 0     | Santos           | Neo Química Arena         | 18 de mayo | 16:00     | 46 535       |
| Juventude     | 1 – 1     | Fluminense       | Alfredo Jaconi            | 18 de mayo | 16:00     | 8 120        |
| Bragantino    | 1 – 2     | Palmeiras        | Cicero de Souza Marques   | 18 de mayo | 18:30     | 6 601        |
| Flamengo      | 0 – 0     | Botafogo         | Maracaná                  | 18 de mayo | 18:30     | 50 255       |
| Cruzeiro      | 0 – 0     | Atlético Mineiro | Mineirão                  | 18 de mayo | 20:30     | 61 106       |
| Internacional | 1 – 1     | Mirassol         | Beira-Rio                 | 18 de mayo | 20:30     | 11 068       |

| Jornada 10       | Jornada 10 | Jornada 10    | Jornada 10              | Jornada 10 | Jornada 10 | Jornada 10   |
| Local            | Resultado  | Visitante     | Estadio                 | Fecha      | Hora       | Espectadores |
| ---------------- | ---------- | ------------- | ----------------------- | ---------- | ---------- | ------------ |
| Fluminense       | 2 – 1      | Vasco da Gama | Maracaná                | 24 de mayo | 18:30      | 42 422       |
| São Paulo        | 0 – 2      | Mirassol      | MorumBIS                | 24 de mayo | 18:30      | 30 925       |
| Atlético Mineiro | 0 – 0      | Corinthians   | Arena MRV               | 24 de mayo | 21:00      | 38 154       |
| Grêmio           | 1 – 0      | Bahia         | Arena do Grêmio         | 25 de mayo | 11:00      | 13 859       |
| Palmeiras        | 0 – 2      | Flamengo      | Allianz Parque          | 25 de mayo | 16:00      | 41 075       |
| Sport Recife     | 1 – 1      | Internacional | Ilha                    | 25 de mayo | 16:00      | 21 921       |
| Vitória          | 0 – 1      | Santos        | Barradão                | 25 de mayo | 18:30      | 27 086       |
| Fortaleza        | 0 – 2      | Cruzeiro      | Castelão                | 25 de mayo | 20:30      | 12 080       |
| Bragantino       | 1 – 0      | Juventude     | Cicero de Souza Marques | 26 de mayo | 20:00      | 4 523        |
| Botafogo         | 3 – 2      | Ceará         | Olímpico Nilton Santos  | 4 de junio | 20:00      | 19 952       |

| Jornada 11    | Jornada 11 | Jornada 11       | Jornada 11                | Jornada 11 | Jornada 11 | Jornada 11   |
| Local         | Resultado  | Visitante        | Estadio                   | Fecha      | Hora       | Espectadores |
| ------------- | ---------- | ---------------- | ------------------------- | ---------- | ---------- | ------------ |
| Bahia         | 2 – 1      | São Paulo        | Itaipava Arena Fonte Nova | 31 de mayo | 18:30      | 41 041       |
| Vasco da Gama | 0 – 2      | Bragantino       | São Januário              | 31 de mayo | 21:00      | 14 507       |
| Mirassol      | 1 – 0      | Sport Recife     | Campos Maia               | 1 de junio | 11:00      | 4 102        |
| Juventude     | 0 – 2      | Grêmio           | Alfredo Jaconi            | 1 de junio | 16:00      | 9 098        |
| Santos        | 0 – 1      | Botafogo         | Vila Belmiro              | 1 de junio | 16:00      | 13 787       |
| Ceará         | 0 – 1      | Atlético Mineiro | Castelão                  | 1 de junio | 18:30      | 49 955       |
| Corinthians   | 0 – 0      | Vitória          | Neo Química Arena         | 1 de junio | 18:30      | 44 579       |
| Flamengo      | 5 – 0      | Fortaleza        | Maracaná                  | 1 de junio | 18:30      | 61 132       |
| Cruzeiro      | 2 – 1      | Palmeiras        | Mineirão                  | 1 de junio | 19:30      | 57 747       |
| Internacional | 0 – 2      | Fluminense       | Beira-Rio                 | 1 de junio | 20:30      | 13 502       |

| Jornada 12       | Jornada 12 | Jornada 12    | Jornada 12              | Jornada 12  | Jornada 12 | Jornada 12   |
| Local            | Resultado  | Visitante     | Estadio                 | Fecha       | Hora       | Espectadores |
| ---------------- | ---------- | ------------- | ----------------------- | ----------- | ---------- | ------------ |
| Bragantino       | 0 – 3      | Bahia         | Cicero de Souza Marques | 12 de junio | 19:00      | 2 957        |
| Vitória          | 0 – 0      | Cruzeiro      | Barradão                | 12 de junio | 19:00      | 6 264        |
| Fortaleza        | 2 – 3      | Santos        | Castelão                | 12 de junio | 19:30      | 20 381       |
| Grêmio           | 1 – 1      | Corinthians   | Arena do Grêmio         | 12 de junio | 20:00      | 20 249       |
| Atlético Mineiro | 2 – 0      | Internacional | Arena MRV               | 12 de junio | 21:30      | 24 781       |
| São Paulo        | 1 – 3      | Vasco da Gama | MorumBIS                | 12 de junio | 21:30      | 20 332       |
| Botafogo         | v.s.       | Mirassol      | Olímpico Nilton Santos  | Postergado  | Postergado | T.B.D        |
| Fluminense       | v.s.       | Ceará         | Maracaná                | Postergado  | Postergado | T.B.D        |
| Palmeiras        | v.s.       | Juventude     | Allianz Parque          | Postergado  | Postergado | T.B.D        |
| Sport Recife     | v.s.       | Flamengo      | Ilha                    | Postergado  | Postergado | T.B.D        |

| Jornada 13    | Jornada 13 | Jornada 13       | Jornada 13                | Jornada 13  | Jornada 13 | Jornada 13   |
| Local         | Resultado  | Visitante        | Estadio                   | Fecha       | Hora       | Espectadores |
| ------------- | ---------- | ---------------- | ------------------------- | ----------- | ---------- | ------------ |
| Flamengo      | 2 – 0      | São Paulo        | Maracaná                  | 12 de julio | 16:30      | 67 359       |
| Internacional | 1 – 0      | Vitória          | Beira-Rio                 | 12 de julio | 16:30      | 20 392       |
| Vasco da Gama | 0 – 2      | Botafogo         | Nacional de Brasília      | 12 de julio | 18:30      | 31 468       |
| Bahia         | 2 – 1      | Atlético Mineiro | Itaipava Arena Fonte Nova | 12 de julio | 21:00      | 30 249       |
| Corinthians   | 1 – 2      | Bragantino       | Neo Química Arena         | 13 de julio | 19:00      | 33 847       |
| Cruzeiro      | 4 – 1      | Grêmio           | Mineirão                  | 13 de julio | 20:30      | 31 668       |
| Fortaleza     | 0 – 1      | Ceará            | Castelão                  | 13 de julio | 20:30      | 32 157       |
| Juventude     | 2 – 0      | Sport Recife     | Alfredo Jaconi            | 14 de julio | 20:00      | 6 143        |
| Mirassol      | v.s.       | Fluminense       | Campos Maia               | Postergado  | Postergado | T.B.D        |
| Santos        | v.s.       | Palmeiras        | Vila Belmiro              | Postergado  | Postergado | T.B.D        |

| Jornada 14       | Jornada 14 | Jornada 14    | Jornada 14                | Jornada 14   | Jornada 14 | Jornada 14   |
| Local            | Resultado  | Visitante     | Estadio                   | Fecha        | Hora       | Espectadores |
| ---------------- | ---------- | ------------- | ------------------------- | ------------ | ---------- | ------------ |
| Palmeiras        | 1 – 1      | Mirassol      | Allianz Parque            | 16 de julio  | 19:00      | 38 896       |
| Ceará            | 0 – 1      | Corinthians   | Castelão                  | 16 de julio  | 19:30      | 35 410       |
| Santos           | 1 – 0      | Flamengo      | Vila Belmiro              | 16 de julio  | 20:00      | 13 541       |
| Botafogo         | 0 – 0      | Vitória       | Olímpico Nilton Santos    | 16 de julio  | 21:30      | 19 733       |
| Bragantino       | 2 – 2      | São Paulo     | Nabizão                   | 16 de julio  | 21:30      | 6 119        |
| Fluminense       | 0 – 2      | Cruzeiro      | Maracaná                  | 17 de julio  | 19:30      | 45 681       |
| Grêmio           | 2 – 1      | Fortaleza     | Arena do Grêmio           | 29 de julio  | 20:30      | 18 695       |
| Juventude        | v.s.       | Vasco da Gama | Alfredo Jaconi            | 20 de agosto | 19:00      | T.B.D        |
| Atlético Mineiro | v.s.       | Sport Recife  | Arena MRV                 | Postergado   | Postergado | T.B.D        |
| Bahia            | v.s.       | Internacional | Itaipava Arena Fonte Nova | Postergado   | Postergado | T.B.D        |

| Jornada 15    | Jornada 15 | Jornada 15       | Jornada 15     | Jornada 15  | Jornada 15 | Jornada 15   |
| Local         | Resultado  | Visitante        | Estadio        | Fecha       | Hora       | Espectadores |
| ------------- | ---------- | ---------------- | -------------- | ----------- | ---------- | ------------ |
| Fortaleza     | 1 – 1      | Bahia            | Castelão       | 19 de julio | 16:00      | 15 954       |
| Vasco da Gama | 1 – 1      | Grêmio           | São Januário   | 19 de julio | 17:30      | 15 556       |
| Mirassol      | 3 – 0      | Santos           | Campos Maia    | 19 de julio | 18:30      | 11 632       |
| São Paulo     | 2 – 0      | Corinthians      | MorumBIS       | 19 de julio | 21:00      | 47 964       |
| Internacional | 1 – 0      | Ceará            | Beira-Rio      | 20 de julio | 11:00      | 31 976       |
| Cruzeiro      | 4 – 0      | Juventude        | Mineirão       | 20 de julio | 16:00      | 50 258       |
| Vitória       | 1 – 0      | Bragantino       | Barradão       | 20 de julio | 16:00      | 16 187       |
| Palmeiras     | 3 – 2      | Atlético Mineiro | Allianz Parque | 20 de julio | 17:30      | 34 970       |
| Sport Recife  | 0 – 1      | Botafogo         | Ilha           | 20 de julio | 17:30      | 11 609       |
| Flamengo      | 1 – 0      | Fluminense       | Maracaná       | 20 de julio | 19:30      | 58 416       |

| Jornada 16       | Jornada 16 | Jornada 16    | Jornada 16              | Jornada 16  | Jornada 16 | Jornada 16   |
| Local            | Resultado  | Visitante     | Estadio                 | Fecha       | Hora       | Espectadores |
| ---------------- | ---------- | ------------- | ----------------------- | ----------- | ---------- | ------------ |
| Ceará            | 0 – 2      | Mirassol      | Castelão                | 23 de julio | 19:00      | 18 591       |
| Fluminense       | 1 – 2      | Palmeiras     | Maracaná                | 23 de julio | 19:00      | 21 081       |
| Corinthians      | 0 – 0      | Cruzeiro      | Neo Química Arena       | 23 de julio | 19:30      | 31 541       |
| Bragantino       | 1 – 2      | Flamengo      | Cicero de Souza Marques | 23 de julio | 21:30      | 7 537        |
| Santos           | 1 – 2      | Internacional | Vila Belmiro            | 23 de julio | 21:30      | 11 686       |
| Vitória          | 2 – 2      | Sport Recife  | Barradão                | 23 de julio | 21:30      | 11 567       |
| Juventude        | 0 – 1      | São Paulo     | Alfredo Jaconi          | 24 de julio | 19:00      | 6 095        |
| Atlético Mineiro | v.s.       | Fortaleza     | Arena MRV               | Postergado  | Postergado | T.B.D        |
| Grêmio           | v.s.       | Botafogo      | Arena do Grêmio         | Postergado  | Postergado | T.B.D        |
| Vasco da Gama    | v.s.       | Bahia         | São Januário            | Postergado  | Postergado | T.B.D        |

| Jornada 17    | Jornada 17 | Jornada 17       | Jornada 17                | Jornada 17  | Jornada 17 | Jornada 17   |
| Local         | Resultado  | Visitante        | Estadio                   | Fecha       | Hora       | Espectadores |
| ------------- | ---------- | ---------------- | ------------------------- | ----------- | ---------- | ------------ |
| Botafogo      | 1 – 1      | Corinthians      | Olímpico Nilton Santos    | 26 de julio | 18:30      | 27 087       |
| Fortaleza     | 3 – 1      | Bragantino       | Castelão                  | 26 de julio | 18:30      | 26 213       |
| Mirassol      | 1 – 1      | Vitória          | Campos Maia               | 26 de julio | 18:30      | 3 769        |
| Sport Recife  | 2 – 2      | Santos           | Ilha                      | 26 de julio | 18:30      | 24 184       |
| Palmeiras     | 1 – 0      | Grêmio           | Allianz Parque            | 26 de julio | 21:00      | 37 132       |
| Cruzeiro      | 1 – 2      | Ceará            | Mineirão                  | 27 de julio | 16:00      | 52 802       |
| São Paulo     | 3 – 1      | Fluminense       | MorumBIS                  | 27 de julio | 16:00      | 42 529       |
| Bahia         | 3 – 0      | Juventude        | Itaipava Arena Fonte Nova | 27 de julio | 18:30      | 32 822       |
| Internacional | 1 – 1      | Vasco da Gama    | Beira-Rio                 | 27 de julio | 18:30      | 15 031       |
| Flamengo      | 1 – 0      | Atlético Mineiro | Maracaná                  | 27 de julio | 20:30      | 51 345       |

| Jornada 18       | Jornada 18 | Jornada 18    | Jornada 18             | Jornada 18  | Jornada 18 | Jornada 18   |
| Local            | Resultado  | Visitante     | Estadio                | Fecha       | Hora       | Espectadores |
| ---------------- | ---------- | ------------- | ---------------------- | ----------- | ---------- | ------------ |
| Sport Recife     | 0 – 0      | Bahia         | Ilha                   | 2 de agosto | 16:00      | T.B.D        |
| Mirassol         | 3 – 2      | Vasco da Gama | Campos Maia            | 2 de agosto | 18:30      | T.B.D        |
| Fluminense       | 1 – 0      | Grêmio        | Maracaná               | 2 de agosto | 21:00      | T.B.D        |
| Botafogo         | 0 – 2      | Cruzeiro      | Olímpico Nilton Santos | 3 de agosto | 16:00      | T.B.D        |
| Corinthians      | 1 – 1      | Fortaleza     | Neo Química Arena      | 3 de agosto | 16:00      | T.B.D        |
| Atlético Mineiro | 2 – 1      | Bragantino    | Arena MRV              | 3 de agosto | 18:30      | T.B.D        |
| Ceará            | 1 – 1      | Flamengo      | Castelão               | 3 de agosto | 18:30      | T.B.D        |
| Internacional    | 1 – 2      | São Paulo     | Beira-Rio              | 3 de agosto | 20:30      | T.B.D        |
| Vitória          | 2 – 2      | Palmeiras     | Barradão               | 3 de agosto | 20:30      | T.B.D        |
| Santos           | 3 – 1      | Juventude     | Vila Belmiro           | 4 de agosto | 20:00      | T.B.D        |

| Jornada 19    | Jornada 19 | Jornada 19       | Jornada 19                | Jornada 19   | Jornada 19 | Jornada 19   |
| Local         | Resultado  | Visitante        | Estadio                   | Fecha        | Hora       | Espectadores |
| ------------- | ---------- | ---------------- | ------------------------- | ------------ | ---------- | ------------ |
| Bragantino    | 1 – 3      | Internacional    | Cicero de Souza Marques   | 9 de agosto  | 18:30      | T.B.D        |
| Flamengo      | 2 – 1      | Mirassol         | Maracaná                  | 9 de agosto  | 18:30      | T.B.D        |
| São Paulo     | 2 – 0      | Vitória          | MorumBIS                  | 9 de agosto  | 18:30      | T.B.D        |
| Fortaleza     | 0 – 5      | Botafogo         | Castelão                  | 9 de agosto  | 20:30      | T.B.D        |
| Bahia         | 3 – 3      | Fluminense       | Itaipava Arena Fonte Nova | 9 de agosto  | 21:00      | T.B.D        |
| Palmeiras     | 2 – 1      | Ceará            | Allianz Parque            | 10 de agosto | 16:00      | T.B.D        |
| Vasco da Gama | 1 – 1      | Atlético Mineiro | São Januário              | 10 de agosto | 16:00      | T.B.D        |
| Cruzeiro      | 1 – 2      | Santos           | Mineirão                  | 10 de agosto | 18:30      | T.B.D        |
| Grêmio        | 0 – 1      | Sport Recife     | Arena do Grêmio           | 10 de agosto | 20:30      | T.B.D        |
| Juventude     | 2 – 1      | Corinthians      | Alfredo Jaconi            | 11 de agosto | 20:00      | T.B.D        |

### Segunda vuelta
| Jornada 20       | Jornada 20 | Jornada 20    | Jornada 20             | Jornada 20   | Jornada 20 | Jornada 20   |
| Local            | Resultado  | Visitante     | Estadio                | Fecha        | Hora       | Espectadores |
| ---------------- | ---------- | ------------- | ---------------------- | ------------ | ---------- | ------------ |
| Ceará            | 1 – 0      | Bragantino    | Castelão               | 16 de agosto | 16:00      | T.B.D        |
| Fluminense       | 2 – 1      | Fortaleza     | Maracaná               | 16 de agosto | 16:00      | T.B.D        |
| Sport Recife     | 2 – 2      | São Paulo     | Ilha                   | 16 de agosto | 18:30      | T.B.D        |
| Vitória          | 2 – 2      | Juventude     | Barradão               | 16 de agosto | 18:30      | T.B.D        |
| Corinthians      | 1 – 2      | Bahia         | Neo Química Arena      | 16 de agosto | 21:00      | T.B.D        |
| Atlético Mineiro | 1 – 3      | Grêmio        | Arena MRV              | 17 de agosto | 16:00      | T.B.D        |
| Santos           | 0 – 6      | Vasco da Gama | MorumBIS               | 17 de agosto | 16:00      | T.B.D        |
| Internacional    | v.s.       | Flamengo      | Beira-Rio              | 17 de agosto | 18:30      | T.B.D        |
| Botafogo         | v.s.       | Palmeiras     | Olímpico Nilton Santos | 17 de agosto | 20:30      | T.B.D        |
| Mirassol         | v.s.       | Cruzeiro      | Campos Maia            | 18 de agosto | 20:00      | T.B.D        |

| Jornada 21    | Jornada 21 | Jornada 21       | Jornada 21                | Jornada 21   | Jornada 21 | Jornada 21   |
| Local         | Resultado  | Visitante        | Estadio                   | Fecha        | Hora       | Espectadores |
| ------------- | ---------- | ---------------- | ------------------------- | ------------ | ---------- | ------------ |
| Fortaleza     | v.s.       | Mirassol         | Castelão                  | 23 de agosto | 16:00      | T.B.D        |
| Cruzeiro      | v.s.       | Internacional    | Mineirão                  | 23 de agosto | 18:30      | T.B.D        |
| Grêmio        | v.s.       | Ceará            | Arena do Grêmio           | 23 de agosto | 21:00      | T.B.D        |
| Bragantino    | v.s.       | Fluminense       | Cicero de Souza Marques   | 24 de agosto | 11:00      | T.B.D        |
| Bahia         | v.s.       | Santos           | Itaipava Arena Fonte Nova | 24 de agosto | 16:00      | T.B.D        |
| Vasco da Gama | v.s.       | Corinthians      | São Januário              | 24 de agosto | 16:00      | T.B.D        |
| Juventude     | v.s.       | Botafogo         | Alfredo Jaconi            | 24 de agosto | 18:30      | T.B.D        |
| São Paulo     | v.s.       | Atlético Mineiro | MorumBIS                  | 24 de agosto | 20:30      | T.B.D        |
| Palmeiras     | v.s.       | Sport Recife     | Allianz Parque            | 25 de agosto | 19:00      | T.B.D        |
| Flamengo      | v.s.       | Vitória          | Maracaná                  | 25 de agosto | 21:00      | T.B.D        |

| Jornada 22    | Jornada 22 | Jornada 22       | Jornada 22             | Jornada 22   | Jornada 22 | Jornada 22   |
| Local         | Resultado  | Visitante        | Estadio                | Fecha        | Hora       | Espectadores |
| ------------- | ---------- | ---------------- | ---------------------- | ------------ | ---------- | ------------ |
| Ceará         | v.s.       | Juventude        | Castelão               | 30 de agosto | 16:00      | T.B.D        |
| Botafogo      | v.s.       | Bragantino       | Olímpico Nilton Santos | 30 de agosto | 18:30      | T.B.D        |
| Cruzeiro      | v.s.       | São Paulo        | Mineirão               | 30 de agosto | 21:00      | T.B.D        |
| Flamengo      | v.s.       | Grêmio           | Maracaná               | 31 de agosto | 16:00      | T.B.D        |
| Santos        | v.s.       | Fluminense       | Vila Belmiro           | 31 de agosto | 16:00      | T.B.D        |
| Corinthians   | v.s.       | Palmeiras        | Neo Química Arena      | 31 de agosto | 18:30      | T.B.D        |
| Mirassol      | v.s.       | Bahia            | Campos Maia            | 31 de agosto | 18:30      | T.B.D        |
| Vitória       | v.s.       | Atlético Mineiro | Barradão               | 31 de agosto | 18:30      | T.B.D        |
| Internacional | v.s.       | Fortaleza        | Beira-Rio              | 31 de agosto | 20:30      | T.B.D        |
| Sport Recife  | v.s.       | Vasco da Gama    | Ilha                   | 31 de agosto | 20:30      | T.B.D        |

| Jornada 23       | Jornada 23 | Jornada 23    | Jornada 23                | Jornada 23       | Jornada 23  | Jornada 23   |
| Local            | Resultado  | Visitante     | Estadio                   | Fecha            | Hora        | Espectadores |
| ---------------- | ---------- | ------------- | ------------------------- | ---------------- | ----------- | ------------ |
| Atlético Mineiro | v.s.       | Santos        | Arena MRV                 | 13 de septiembre | Por definir | T.B.D        |
| Bahia            | v.s.       | Cruzeiro      | Itaipava Arena Fonte Nova | 13 de septiembre | Por definir | T.B.D        |
| Bragantino       | v.s.       | Sport Recife  | Nabizão                   | 13 de septiembre | Por definir | T.B.D        |
| Fluminense       | v.s.       | Corinthians   | Maracaná                  | 13 de septiembre | Por definir | T.B.D        |
| Fortaleza        | v.s.       | Vitória       | Castelão                  | 13 de septiembre | Por definir | T.B.D        |
| Grêmio           | v.s.       | Mirassol      | Arena do Grêmio           | 13 de septiembre | Por definir | T.B.D        |
| Juventude        | v.s.       | Flamengo      | Alfredo Jaconi            | 13 de septiembre | Por definir | T.B.D        |
| Palmeiras        | v.s.       | Internacional | Allianz Parque            | 13 de septiembre | Por definir | T.B.D        |
| São Paulo        | v.s.       | Botafogo      | MorumBIS                  | 13 de septiembre | Por definir | T.B.D        |
| Vasco da Gama    | v.s.       | Ceará         | São Januário              | 13 de septiembre | Por definir | T.B.D        |

| Jornada 24    | Jornada 24 | Jornada 24       | Jornada 24             | Jornada 24       | Jornada 24  | Jornada 24   |
| Local         | Resultado  | Visitante        | Estadio                | Fecha            | Hora        | Espectadores |
| ------------- | ---------- | ---------------- | ---------------------- | ---------------- | ----------- | ------------ |
| Botafogo      | v.s.       | Atlético Mineiro | Olímpico Nilton Santos | 20 de septiembre | Por definir | T.B.D        |
| Ceará         | v.s.       | Bahia            | Castelão               | 20 de septiembre | Por definir | T.B.D        |
| Cruzeiro      | v.s.       | Bragantino       | Mineirão               | 20 de septiembre | Por definir | T.B.D        |
| Flamengo      | v.s.       | Vasco da Gama    | Maracaná               | 20 de septiembre | Por definir | T.B.D        |
| Internacional | v.s.       | Grêmio           | Beira-Rio              | 20 de septiembre | Por definir | T.B.D        |
| Mirassol      | v.s.       | Juventude        | Campos Maia            | 20 de septiembre | Por definir | T.B.D        |
| Palmeiras     | v.s.       | Fortaleza        | Allianz Parque         | 20 de septiembre | Por definir | T.B.D        |
| Santos        | v.s.       | São Paulo        | Vila Belmiro           | 20 de septiembre | Por definir | T.B.D        |
| Sport Recife  | v.s.       | Corinthians      | Ilha                   | 20 de septiembre | Por definir | T.B.D        |
| Vitória       | v.s.       | Fluminense       | Barradão               | 20 de septiembre | Por definir | T.B.D        |

| Jornada 25       | Jornada 25 | Jornada 25    | Jornada 25                | Jornada 25       | Jornada 25  | Jornada 25   |
| Local            | Resultado  | Visitante     | Estadio                   | Fecha            | Hora        | Espectadores |
| ---------------- | ---------- | ------------- | ------------------------- | ---------------- | ----------- | ------------ |
| Atlético Mineiro | v.s.       | Mirassol      | Arena MRV                 | 27 de septiembre | Por definir | T.B.D        |
| Bahia            | v.s.       | Palmeiras     | Itaipava Arena Fonte Nova | 27 de septiembre | Por definir | T.B.D        |
| Bragantino       | v.s.       | Santos        | Nabizão                   | 27 de septiembre | Por definir | T.B.D        |
| Corinthians      | v.s.       | Flamengo      | Neo Química Arena         | 27 de septiembre | Por definir | T.B.D        |
| Fluminense       | v.s.       | Botafogo      | Maracaná                  | 27 de septiembre | Por definir | T.B.D        |
| Fortaleza        | v.s.       | Sport Recife  | Castelão                  | 27 de septiembre | Por definir | T.B.D        |
| Grêmio           | v.s.       | Vitória       | Arena do Grêmio           | 27 de septiembre | Por definir | T.B.D        |
| Juventude        | v.s.       | Internacional | Alfredo Jaconi            | 27 de septiembre | Por definir | T.B.D        |
| São Paulo        | v.s.       | Ceará         | MorumBIS                  | 27 de septiembre | Por definir | T.B.D        |
| Vasco da Gama    | v.s.       | Cruzeiro      | São Januário              | 27 de septiembre | Por definir | T.B.D        |

| Jornada 26       | Jornada 26 | Jornada 26    | Jornada 26             | Jornada 26   | Jornada 26  | Jornada 26   |
| Local            | Resultado  | Visitante     | Estadio                | Fecha        | Hora        | Espectadores |
| ---------------- | ---------- | ------------- | ---------------------- | ------------ | ----------- | ------------ |
| Atlético Mineiro | v.s.       | Juventude     | Arena MRV              | 1 de octubre | Por definir | T.B.D        |
| Botafogo         | v.s.       | Bahia         | Olímpico Nilton Santos | 1 de octubre | Por definir | T.B.D        |
| Flamengo         | v.s.       | Cruzeiro      | Maracaná               | 1 de octubre | Por definir | T.B.D        |
| Fortaleza        | v.s.       | São Paulo     | Castelão               | 1 de octubre | Por definir | T.B.D        |
| Internacional    | v.s.       | Corinthians   | Beira-Rio              | 1 de octubre | Por definir | T.B.D        |
| Mirassol         | v.s.       | Bragantino    | Campos Maia            | 1 de octubre | Por definir | T.B.D        |
| Palmeiras        | v.s.       | Vasco da Gama | Allianz Parque         | 1 de octubre | Por definir | T.B.D        |
| Santos           | v.s.       | Grêmio        | Vila Belmiro           | 1 de octubre | Por definir | T.B.D        |
| Sport Recife     | v.s.       | Fluminense    | Ilha                   | 1 de octubre | Por definir | T.B.D        |
| Vitória          | v.s.       | Ceará         | Barradão               | 1 de octubre | Por definir | T.B.D        |

| Jornada 27    | Jornada 27 | Jornada 27       | Jornada 27                | Jornada 27    | Jornada 27  | Jornada 27   |
| Local         | Resultado  | Visitante        | Estadio                   | Fecha         | Hora        | Espectadores |
| ------------- | ---------- | ---------------- | ------------------------- | ------------- | ----------- | ------------ |
| Bahia         | v.s.       | Flamengo         | Itaipava Arena Fonte Nova | 16 de octubre | Por definir | T.B.D        |
| Bragantino    | v.s.       | Grêmio           | Nabizão                   | 16 de octubre | Por definir | T.B.D        |
| Ceará         | v.s.       | Santos           | Castelão                  | 16 de octubre | Por definir | T.B.D        |
| Corinthians   | v.s.       | Mirassol         | Neo Química Arena         | 16 de octubre | Por definir | T.B.D        |
| Cruzeiro      | v.s.       | Sport Recife     | Mineirão                  | 16 de octubre | Por definir | T.B.D        |
| Fluminense    | v.s.       | Atlético Mineiro | Maracaná                  | 16 de octubre | Por definir | T.B.D        |
| Internacional | v.s.       | Botafogo         | Beira-Rio                 | 16 de octubre | Por definir | T.B.D        |
| Juventude     | v.s.       | Fortaleza        | Alfredo Jaconi            | 16 de octubre | Por definir | T.B.D        |
| São Paulo     | v.s.       | Palmeiras        | MorumBIS                  | 16 de octubre | Por definir | T.B.D        |
| Vasco da Gama | v.s.       | Vitória          | São Januário              | 16 de octubre | Por definir | T.B.D        |

| Jornada 28       | Jornada 28 | Jornada 28    | Jornada 28             | Jornada 28    | Jornada 28  | Jornada 28   |
| Local            | Resultado  | Visitante     | Estadio                | Fecha         | Hora        | Espectadores |
| ---------------- | ---------- | ------------- | ---------------------- | ------------- | ----------- | ------------ |
| Atlético Mineiro | v.s.       | Cruzeiro      | Arena MRV              | 25 de octubre | Por definir | T.B.D        |
| Botafogo         | v.s.       | Flamengo      | Olímpico Nilton Santos | 25 de octubre | Por definir | T.B.D        |
| Fluminense       | v.s.       | Juventude     | Maracaná               | 25 de octubre | Por definir | T.B.D        |
| Fortaleza        | v.s.       | Vasco da Gama | Castelão               | 25 de octubre | Por definir | T.B.D        |
| Grêmio           | v.s.       | São Paulo     | Arena do Grêmio        | 25 de octubre | Por definir | T.B.D        |
| Mirassol         | v.s.       | Internacional | Campos Maia            | 25 de octubre | Por definir | T.B.D        |
| Palmeiras        | v.s.       | Bragantino    | Allianz Parque         | 25 de octubre | Por definir | T.B.D        |
| Santos           | v.s.       | Corinthians   | Vila Belmiro           | 25 de octubre | Por definir | T.B.D        |
| Sport Recife     | v.s.       | Ceará         | Ilha                   | 25 de octubre | Por definir | T.B.D        |
| Vitória          | v.s.       | Bahia         | Barradão               | 25 de octubre | Por definir | T.B.D        |

| Jornada 29    | Jornada 29 | Jornada 29       | Jornada 29                | Jornada 29     | Jornada 29  | Jornada 29   |
| Local         | Resultado  | Visitante        | Estadio                   | Fecha          | Hora        | Espectadores |
| ------------- | ---------- | ---------------- | ------------------------- | -------------- | ----------- | ------------ |
| Bahia         | v.s.       | Grêmio           | Itaipava Arena Fonte Nova | 5 de noviembre | Por definir | T.B.D        |
| Ceará         | v.s.       | Botafogo         | Castelão                  | 5 de noviembre | Por definir | T.B.D        |
| Corinthians   | v.s.       | Atlético Mineiro | Neo Química Arena         | 5 de noviembre | Por definir | T.B.D        |
| Cruzeiro      | v.s.       | Fortaleza        | Mineirão                  | 5 de noviembre | Por definir | T.B.D        |
| Flamengo      | v.s.       | Palmeiras        | Maracaná                  | 5 de noviembre | Por definir | T.B.D        |
| Internacional | v.s.       | Sport Recife     | Beira-Rio                 | 5 de noviembre | Por definir | T.B.D        |
| Juventude     | v.s.       | Bragantino       | Alfredo Jaconi            | 5 de noviembre | Por definir | T.B.D        |
| Mirassol      | v.s.       | São Paulo        | Campos Maia               | 5 de noviembre | Por definir | T.B.D        |
| Santos        | v.s.       | Vitória          | Vila Belmiro              | 5 de noviembre | Por definir | T.B.D        |
| Vasco da Gama | v.s.       | Fluminense       | São Januário              | 5 de noviembre | Por definir | T.B.D        |

| Jornada 30       | Jornada 30 | Jornada 30    | Jornada 30             | Jornada 30      | Jornada 30  | Jornada 30   |
| Local            | Resultado  | Visitante     | Estadio                | Fecha           | Hora        | Espectadores |
| ---------------- | ---------- | ------------- | ---------------------- | --------------- | ----------- | ------------ |
| Atlético Mineiro | v.s.       | Ceará         | Arena MRV              | 19 de noviembre | Por definir | T.B.D        |
| Botafogo         | v.s.       | Santos        | Olímpico Nilton Santos | 19 de noviembre | Por definir | T.B.D        |
| Bragantino       | v.s.       | Vasco da Gama | Nabizão                | 19 de noviembre | Por definir | T.B.D        |
| Fluminense       | v.s.       | Internacional | Maracaná               | 19 de noviembre | Por definir | T.B.D        |
| Fortaleza        | v.s.       | Flamengo      | Castelão               | 19 de noviembre | Por definir | T.B.D        |
| Grêmio           | v.s.       | Juventude     | Arena do Grêmio        | 19 de noviembre | Por definir | T.B.D        |
| Palmeiras        | v.s.       | Cruzeiro      | Allianz Parque         | 19 de noviembre | Por definir | T.B.D        |
| São Paulo        | v.s.       | Bahia         | MorumBIS               | 19 de noviembre | Por definir | T.B.D        |
| Sport Recife     | v.s.       | Mirassol      | Ilha                   | 19 de noviembre | Por definir | T.B.D        |
| Vitória          | v.s.       | Corinthians   | Barradão               | 19 de noviembre | Por definir | T.B.D        |

| Jornada 31    | Jornada 31 | Jornada 31       | Jornada 31                | Jornada 31      | Jornada 31  | Jornada 31   |
| Local         | Resultado  | Visitante        | Estadio                   | Fecha           | Hora        | Espectadores |
| ------------- | ---------- | ---------------- | ------------------------- | --------------- | ----------- | ------------ |
| Bahia         | v.s.       | Bragantino       | Itaipava Arena Fonte Nova | 22 de noviembre | Por definir | T.B.D        |
| Ceará         | v.s.       | Fluminense       | Castelão                  | 22 de noviembre | Por definir | T.B.D        |
| Corinthians   | v.s.       | Grêmio           | Neo Química Arena         | 22 de noviembre | Por definir | T.B.D        |
| Cruzeiro      | v.s.       | Vitória          | Mineirão                  | 22 de noviembre | Por definir | T.B.D        |
| Flamengo      | v.s.       | Sport Recife     | Maracaná                  | 22 de noviembre | Por definir | T.B.D        |
| Internacional | v.s.       | Atlético Mineiro | Beira-Rio                 | 22 de noviembre | Por definir | T.B.D        |
| Juventude     | v.s.       | Palmeiras        | Alfredo Jaconi            | 22 de noviembre | Por definir | T.B.D        |
| Mirassol      | v.s.       | Botafogo         | Campos Maia               | 22 de noviembre | Por definir | T.B.D        |
| Santos        | v.s.       | Fortaleza        | Vila Belmiro              | 22 de noviembre | Por definir | T.B.D        |
| Vasco da Gama | v.s.       | São Paulo        | São Januário              | 22 de noviembre | Por definir | T.B.D        |

| Jornada 32       | Jornada 32 | Jornada 32    | Jornada 32             | Jornada 32      | Jornada 32  | Jornada 32   |
| Local            | Resultado  | Visitante     | Estadio                | Fecha           | Hora        | Espectadores |
| ---------------- | ---------- | ------------- | ---------------------- | --------------- | ----------- | ------------ |
| Atlético Mineiro | v.s.       | Bahia         | Arena MRV              | 29 de noviembre | Por definir | T.B.D        |
| Botafogo         | v.s.       | Vasco da Gama | Olímpico Nilton Santos | 29 de noviembre | Por definir | T.B.D        |
| Bragantino       | v.s.       | Corinthians   | Nabizão                | 29 de noviembre | Por definir | T.B.D        |
| Ceará            | v.s.       | Fortaleza     | Castelão               | 29 de noviembre | Por definir | T.B.D        |
| Fluminense       | v.s.       | Mirassol      | Maracaná               | 29 de noviembre | Por definir | T.B.D        |
| Grêmio           | v.s.       | Cruzeiro      | Arena do Grêmio        | 29 de noviembre | Por definir | T.B.D        |
| Palmeiras        | v.s.       | Santos        | Allianz Parque         | 29 de noviembre | Por definir | T.B.D        |
| São Paulo        | v.s.       | Flamengo      | MorumBIS               | 29 de noviembre | Por definir | T.B.D        |
| Sport Recife     | v.s.       | Juventude     | Ilha                   | 29 de noviembre | Por definir | T.B.D        |
| Vitória          | v.s.       | Internacional | Barradão               | 29 de noviembre | Por definir | T.B.D        |

| Jornada 33    | Jornada 33 | Jornada 33       | Jornada 33        | Jornada 33     | Jornada 33  | Jornada 33   |
| Local         | Resultado  | Visitante        | Estadio           | Fecha          | Hora        | Espectadores |
| ------------- | ---------- | ---------------- | ----------------- | -------------- | ----------- | ------------ |
| Corinthians   | v.s.       | Ceará            | Neo Química Arena | 3 de diciembre | Por definir | T.B.D        |
| Cruzeiro      | v.s.       | Fluminense       | Mineirão          | 3 de diciembre | Por definir | T.B.D        |
| Flamengo      | v.s.       | Santos           | Maracaná          | 3 de diciembre | Por definir | T.B.D        |
| Fortaleza     | v.s.       | Grêmio           | Castelão          | 3 de diciembre | Por definir | T.B.D        |
| Internacional | v.s.       | Bahia            | Beira-Rio         | 3 de diciembre | Por definir | T.B.D        |
| Mirassol      | v.s.       | Palmeiras        | Campos Maia       | 3 de diciembre | Por definir | T.B.D        |
| São Paulo     | v.s.       | Bragantino       | MorumBIS          | 3 de diciembre | Por definir | T.B.D        |
| Sport Recife  | v.s.       | Atlético Mineiro | Ilha              | 3 de diciembre | Por definir | T.B.D        |
| Vasco da Gama | v.s.       | Juventude        | São Januário      | 3 de diciembre | Por definir | T.B.D        |
| Vitória       | v.s.       | Botafogo         | Barradão          | 3 de diciembre | Por definir | T.B.D        |

| Jornada 34       | Jornada 34 | Jornada 34    | Jornada 34                | Jornada 34     | Jornada 34  | Jornada 34   |
| Local            | Resultado  | Visitante     | Estadio                   | Fecha          | Hora        | Espectadores |
| ---------------- | ---------- | ------------- | ------------------------- | -------------- | ----------- | ------------ |
| Atlético Mineiro | v.s.       | Palmeiras     | Arena MRV                 | 6 de diciembre | Por definir | T.B.D        |
| Bahia            | v.s.       | Fortaleza     | Itaipava Arena Fonte Nova | 6 de diciembre | Por definir | T.B.D        |
| Botafogo         | v.s.       | Sport Recife  | Olímpico Nilton Santos    | 6 de diciembre | Por definir | T.B.D        |
| Bragantino       | v.s.       | Vitória       | Nabizão                   | 6 de diciembre | Por definir | T.B.D        |
| Ceará            | v.s.       | Internacional | Castelão                  | 6 de diciembre | Por definir | T.B.D        |
| Corinthians      | v.s.       | São Paulo     | Neo Química Arena         | 6 de diciembre | Por definir | T.B.D        |
| Fluminense       | v.s.       | Flamengo      | Maracaná                  | 6 de diciembre | Por definir | T.B.D        |
| Grêmio           | v.s.       | Vasco da Gama | Arena do Grêmio           | 6 de diciembre | Por definir | T.B.D        |
| Juventude        | v.s.       | Cruzeiro      | Alfredo Jaconi            | 6 de diciembre | Por definir | T.B.D        |
| Santos           | v.s.       | Mirassol      | Vila Belmiro              | 6 de diciembre | Por definir | T.B.D        |

| Jornada 35    | Jornada 35 | Jornada 35       | Jornada 35                | Jornada 35      | Jornada 35  | Jornada 35   |
| Local         | Resultado  | Visitante        | Estadio                   | Fecha           | Hora        | Espectadores |
| ------------- | ---------- | ---------------- | ------------------------- | --------------- | ----------- | ------------ |
| Bahia         | v.s.       | Vasco da Gama    | Itaipava Arena Fonte Nova | 10 de diciembre | Por definir | T.B.D        |
| Botafogo      | v.s.       | Grêmio           | Olímpico Nilton Santos    | 10 de diciembre | Por definir | T.B.D        |
| Cruzeiro      | v.s.       | Corinthians      | Mineirão                  | 10 de diciembre | Por definir | T.B.D        |
| Flamengo      | v.s.       | Bragantino       | Maracaná                  | 10 de diciembre | Por definir | T.B.D        |
| Fortaleza     | v.s.       | Atlético Mineiro | Castelão                  | 10 de diciembre | Por definir | T.B.D        |
| Internacional | v.s.       | Santos           | Beira-Rio                 | 10 de diciembre | Por definir | T.B.D        |
| Mirassol      | v.s.       | Ceará            | Campos Maia               | 10 de diciembre | Por definir | T.B.D        |
| Palmeiras     | v.s.       | Fluminense       | Allianz Parque            | 10 de diciembre | Por definir | T.B.D        |
| São Paulo     | v.s.       | Juventude        | MorumBIS                  | 10 de diciembre | Por definir | T.B.D        |
| Sport Recife  | v.s.       | Vitória          | Ilha                      | 10 de diciembre | Por definir | T.B.D        |

| Jornada 36       | Jornada 36 | Jornada 36    | Jornada 36        | Jornada 36      | Jornada 36  | Jornada 36   |
| Local            | Resultado  | Visitante     | Estadio           | Fecha           | Hora        | Espectadores |
| ---------------- | ---------- | ------------- | ----------------- | --------------- | ----------- | ------------ |
| Atlético Mineiro | v.s.       | Flamengo      | Arena MRV         | 13 de diciembre | Por definir | T.B.D        |
| Bragantino       | v.s.       | Fortaleza     | Nabizão           | 13 de diciembre | Por definir | T.B.D        |
| Ceará            | v.s.       | Cruzeiro      | Castelão          | 13 de diciembre | Por definir | T.B.D        |
| Corinthians      | v.s.       | Botafogo      | Neo Química Arena | 13 de diciembre | Por definir | T.B.D        |
| Fluminense       | v.s.       | São Paulo     | Maracaná          | 13 de diciembre | Por definir | T.B.D        |
| Grêmio           | v.s.       | Palmeiras     | Arena do Grêmio   | 13 de diciembre | Por definir | T.B.D        |
| Juventude        | v.s.       | Bahia         | Alfredo Jaconi    | 13 de diciembre | Por definir | T.B.D        |
| Santos           | v.s.       | Sport Recife  | Vila Belmiro      | 13 de diciembre | Por definir | T.B.D        |
| Vasco da Gama    | v.s.       | Internacional | São Januário      | 13 de diciembre | Por definir | T.B.D        |
| Vitória          | v.s.       | Mirassol      | Barradão          | 13 de diciembre | Por definir | T.B.D        |

| Jornada 37    | Jornada 37 | Jornada 37       | Jornada 37                | Jornada 37      | Jornada 37  | Jornada 37   |
| Local         | Resultado  | Visitante        | Estadio                   | Fecha           | Hora        | Espectadores |
| ------------- | ---------- | ---------------- | ------------------------- | --------------- | ----------- | ------------ |
| Bahia         | v.s.       | Sport Recife     | Itaipava Arena Fonte Nova | 17 de diciembre | Por definir | T.B.D        |
| Bragantino    | v.s.       | Atlético Mineiro | Nabizão                   | 17 de diciembre | Por definir | T.B.D        |
| Cruzeiro      | v.s.       | Botafogo         | Mineirão                  | 17 de diciembre | Por definir | T.B.D        |
| Flamengo      | v.s.       | Ceará            | Maracaná                  | 17 de diciembre | Por definir | T.B.D        |
| Fortaleza     | v.s.       | Corinthians      | Castelão                  | 17 de diciembre | Por definir | T.B.D        |
| Grêmio        | v.s.       | Fluminense       | Arena do Grêmio           | 17 de diciembre | Por definir | T.B.D        |
| Juventude     | v.s.       | Santos           | Alfredo Jaconi            | 17 de diciembre | Por definir | T.B.D        |
| Palmeiras     | v.s.       | Vitória          | Allianz Parque            | 17 de diciembre | Por definir | T.B.D        |
| São Paulo     | v.s.       | Internacional    | MorumBIS                  | 17 de diciembre | Por definir | T.B.D        |
| Vasco da Gama | v.s.       | Mirassol         | São Januário              | 17 de diciembre | Por definir | T.B.D        |

| Jornada 38       | Jornada 38 | Jornada 38    | Jornada 38             | Jornada 38      | Jornada 38  | Jornada 38   |
| Local            | Resultado  | Visitante     | Estadio                | Fecha           | Hora        | Espectadores |
| ---------------- | ---------- | ------------- | ---------------------- | --------------- | ----------- | ------------ |
| Atlético Mineiro | v.s.       | Vasco da Gama | Arena MRV              | 21 de diciembre | Por definir | T.B.D        |
| Botafogo         | v.s.       | Fortaleza     | Olímpico Nilton Santos | 21 de diciembre | Por definir | T.B.D        |
| Ceará            | v.s.       | Palmeiras     | Castelão               | 21 de diciembre | Por definir | T.B.D        |
| Corinthians      | v.s.       | Juventude     | Neo Química Arena      | 21 de diciembre | Por definir | T.B.D        |
| Fluminense       | v.s.       | Bahia         | Maracaná               | 21 de diciembre | Por definir | T.B.D        |
| Internacional    | v.s.       | Bragantino    | Beira-Rio              | 21 de diciembre | Por definir | T.B.D        |
| Mirassol         | v.s.       | Flamengo      | Campos Maia            | 21 de diciembre | Por definir | T.B.D        |
| Santos           | v.s.       | Cruzeiro      | Vila Belmiro           | 21 de diciembre | Por definir | T.B.D        |
| Sport Recife     | v.s.       | Grêmio        | Ilha                   | 21 de diciembre | Por definir | T.B.D        |
| Vitória          | v.s.       | São Paulo     | Barradão               | 21 de diciembre | Por definir | T.B.D        |

## Estadísticas

### Récords
- Primer gol de la temporada: Anotado por Juan Martín Lucero, en el Fortaleza 2 – 0 Fluminense (29 de marzo de 2025)
- Mayor número de goles marcados en un partido: 6 goles, Flamengo 6 – 0 Juventude (13 de abril de 2025); 6 goles, Corinthians 4 – 2 Internacional (3 de mayo de 2025)
- Partido con más espectadores: 67 501, en el Flamengo 4 – 0 Corinthians (27 de abril de 2025)
- Partido con menos espectadores: 2 516, en el Bragantino 2 – 2 Ceará (31 de marzo de 2025)
- Mayor victoria local: Flamengo 6 – 0 Juventude (16 de abril de 2025)
- Mayor victoria visitante: Sport Recife 0 – 4 Cruzeiro (11 de mayo de 2025)

### Máximos goleadores
Datos actualizados a 11 de agosto de 2025.
| Pos. | Jugador                  | Equipo        | Goles | Part. | Prom. |
| ---- | ------------------------ | ------------- | ----- | ----- | ----- |
| 1    | Kaio Jorge               | Cruzeiro      | 13    | 18    | 0.72  |
| 2    | Giorgian de Arrascaeta   | Flamengo      | 10    | 16    | 0.63  |
| 2    | Pablo Vegetti            | Vasco da Gama | 10    | 16    | 0.63  |
| 4    | Reinaldo Manoel da Silva | Mirassol      | 7     | 16    | 0.44  |
| 5    | Pedro Raul               | Ceará         | 7     | 17    | 0.41  |
| 6    | Martin Braithwaite       | Grêmio        | 6     | 15    | 0.4   |
| 7    | Isidro Pitta             | Bragantino    | 6     | 16    | 0.38  |

### Máximos asistentes
Datos actualizados a 11 de agosto de 2025.
| Pos. | Jugador                | Equipo        | Asis. | Part. | Prom. |
| ---- | ---------------------- | ------------- | ----- | ----- | ----- |
| 1    | Giorgian de Arrascaeta | Flamengo      | 6     | 16    | 0.38  |
| 2    | Alan Patrick           | Internacional | 5     | 13    | 0.38  |
| 3    | Lucas Mugni            | Ceará         | 5     | 16    | 0.31  |
| 4    | Matheus Pereira        | Cruzeiro      | 5     | 17    | 0.29  |
| 5    | Kaio Jorge             | Cruzeiro      | 5     | 18    | 0.28  |
| 6    | Jhon Arias             | Fluminense    | 4     | 12    | 0.33  |
| 7    | Lucas Piton            | Vasco da Gama | 4     | 15    | 0.27  |

### Mejor portero
Datos actualizados a 11 de agosto de 2025.
| Pos. | Jugador                        | Equipo           | Goles recibidos | Part. | Coef. |
| ---- | ------------------------------ | ---------------- | --------------- | ----- | ----- |
| 1    | Agustín Rossi                  | Flamengo         | 8               | 18    | 0.44  |
| 2    | John                           | Botafogo         | 10              | 16    | 0.63  |
| 3    | Cássio Ramos                   | Cruzeiro         | 13              | 18    | 0.72  |
| 4    | Weverton                       | Palmeiras        | 13              | 16    | 0.81  |
| 5    | Marcos Felipe                  | Bahia            | 9               | 11    | 0.82  |
| 5    | Walter Leandro Capeloza Artune | Mirassol         | 9               | 11    | 0.82  |
| 7    | Éverson Felipe Marques Pires   | Atlético Mineiro | 16              | 16    | 1     |
| 8    | Rafael Pires                   | São Paulo        | 20              | 19    | 1.05  |
| 9    | Bruno Ferreira                 | Ceará            | 12              | 11    | 1.09  |
| 10   | Lucas Arcanjo                  | Vitória          | 20              | 18    | 1.11  |

### Hat-tricks o pókers
Aquí se encuentra la lista de hat-tricks y póker de goles (en general, tres o más goles marcados por un jugador en un mismo encuentro) conseguidos en la temporada.
| Fecha      | Jugador      | Goles         | Local       | Resultado | Visitante     | Jornada    | Ref.   |
| ---------- | ------------ | ------------- | ----------- | --------- | ------------- | ---------- | ------ |
| 03/05/2025 | Yuri Alberto | 25' 64' 90+4' | Corinthians | 4 – 2     | Internacional | Jornada 7  | [ 48 ] |
| 13/07/2025 | Kaio Jorge   | 25' 54' 77'   | Cruzeiro    | 4 – 1     | Grêmio        | Jornada 13 | [ 49 ] |

### Autogoles
| Fecha      | Jugador            | Minuto        | Local            | Resultado | Visitante        | Jornada    |
| ---------- | ------------------ | ------------- | ---------------- | --------- | ---------------- | ---------- |
| 05/04/2025 | João Victor        | 90+1' , 3 – 0 | Corinthians      | 3 – 0     | Vasco da Gama    | Jornada 2  |
| 12/04/2025 | Hugo Moura         | 56' , 2 – 1   | Vasco da Gama    | 3 – 1     | Sport Recife     | Jornada 3  |
| 11/05/2025 | Igor Cariús        | 8' , 0 – 1    | Sport Recife     | 0 – 4     | Cruzeiro         | Jornada 8  |
| 24/05/2025 | Pablo Vegetti      | 43' , 1 – 1   | Fluminense       | 2 – 1     | Vasco da Gama    | Jornada 10 |
| 12/06/2025 | Guilherme          | 45+7' , 0 – 2 | Bragantino       | 0 – 3     | Bahia            | Jornada 12 |
| 12/06/2025 | João Ricardo Riedi | 90+3' , 2 – 3 | Fortaleza        | 2 – 3     | Santos           | Jornada 12 |
| 12/06/2025 | Vitão              | 31' , 1 – 0   | Atlético Mineiro | 2 – 0     | Internacional    | Jornada 12 |
| 20/07/2025 | Junior Alonso      | 51' , 2 – 1   | Palmeiras        | 3 – 2     | Atlético Mineiro | Jornada 15 |

## Premios

### Premios mensuales
| Mes   | Jugador del mes        | Jugador del mes | Portero del mes | Portero del mes |
| Mes   | Jugador                | Equipo          | Jugador         | Equipo          |
| ----- | ---------------------- | --------------- | --------------- | --------------- |
| Abril | Giorgian de Arrascaeta | Flamengo        | Weverton        | Palmeiras       |
| Mayo  | Kaio Jorge             | Cruzeiro        | Agustín Rossi   | Flamengo        |
| Julio | Kaio Jorge             | Cruzeiro        | Agustín Rossi   | Flamengo        |

## Fichajes

### Fichajes más caros del mercado de invierno
| Jugador                   | Club de destino  | Club de origen     | Precio (€) | Ref.   |
| ------------------------- | ---------------- | ------------------ | ---------- | ------ |
| Vitor Roque               | Palmeiras        | Barcelona          | 25.500.000 | [ 56 ] |
| Paulinho                  | Palmeiras        | Atlético Mineiro   | 18.000.000 | [ 57 ] |
| Santiago Rodríguez Molina | Botafogo         | New York City      | 14.300.000 | [ 58 ] |
| Jair Cunha                | Botafogo         | Santos             | 12.000.000 | [ 59 ] |
| Facundo Torres            | Palmeiras        | Orlando City       | 11.500.000 | [ 60 ] |
| Benjamín Rollheiser       | Santos           | Benfica            | 11.000.000 | [ 61 ] |
| Artur Victor Guimarães    | Botafogo         | Zenit              | 10.000.000 | [ 62 ] |
| Rwan Cruz                 | Botafogo         | Ludogorets Razgrad | 10.000.000 | [ 63 ] |
| Júnior Santos             | Atlético Mineiro | Botafogo           | 7.600.000  | [ 64 ] |
| Nathan Fernandes          | Botafogo         | Grêmio             | 7.200.000  | [ 65 ] |

| Datos actualizados a 5 de marzo de 2025. Fuentes: |

### Fichajes más caros del mercado de verano
| Jugador                             | Club de destino  | Club de origen     | Precio (€) | Ref.   |
| ----------------------------------- | ---------------- | ------------------ | ---------- | ------ |
| Danilo dos Santos de Oliveira       | Botafogo         | Nottingham Forest  | 23.000.000 | [ 66 ] |
| Samuel Lino                         | Flamengo         | Atlético de Madrid | 22.000.000 | [ 67 ] |
| Ramón Sosa                          | Palmeiras        | Nottingham Forest  | 12.500.000 | [ 68 ] |
| Jorge Carrascal                     | Flamengo         | Dinamo Moscú       | 12.500.000 | [ 69 ] |
| Arthur Cabral                       | Botafogo         | Benfica            | 12.000.000 | [ 70 ] |
| Emerson Royal                       | Flamengo         | Milan              | 9.000.000  | [ 71 ] |
| Álvaro Montoro                      | Botafogo         | Vélez Sarsfield    | 7.900.000  | [ 72 ] |
| Vanderlan                           | Bragantino       | Palmeiras          | 7.000.000  |        |
| Alexsander Christian Gomes da Costa | Atlético Mineiro | Al-Ahli            | 6.500.000  | [ 73 ] |
| Khellven                            | Palmeiras        | CSKA Moscú         | 6.000.000  | [ 74 ] |

| Datos actualizados a 13 de agosto de 2025. Fuentes: |